# 森村あすか (漫画家)
森村 あすか（もりむら あすか）は、日本の漫画家。

## 人物
1970年代中期から1980年代にかけて少女漫画誌を中心に活躍した。夫は漫画家の森村たつお。
同姓同名のAV女優と混同されることもあるが、別人である。
代表作としてはアニメ『ラ・セーヌの星』のコミカライズ作品などがある。

## 主な作品
- ラ・セーヌの星（小学館）1 - 3巻（未完）
- 邦ちゃんの悩み相談室（学研）[1]  - 単行本としては以下の2冊発行
  - ひとりぼっちのわたし
  - わたしだけの初恋
- 恋です春一番（秋田書店）
- しょうちゃんぬりえ「スザンナ」作画（ショウワノート）